# Haverhill (Massachusetts)
Haverhill és una població dels Estats Units a l'estat de Massachusetts. Segons el cens del 2010 tenia 60.521 habitants.

## Història
El 1668 fou atacada pels indis Abnakis quan els anglesos destruïren la casa de Jean Vincent de l'Abbadie, baró de Saint Castin, que havia fet un port d'exportació de pells a Castine (Maine).

## Demografia
Segons el cens del 2000, Haverhill tenia 58.969 habitants, 22.976 habitatges, i 14.865 famílies. La densitat de població era de 683,1 habitants/km².
Dels 22.976 habitatges en un 33% hi vivien nens de menys de 18 anys, en un 47% hi vivien parelles casades, en un 13,4% dones solteres, i en un 35,3% no eren unitats familiars. En el 28,6% dels habitatges hi vivien persones soles el 10,3% de les quals corresponia a persones de 65 anys o més que vivien soles. El nombre mitjà de persones vivint en cada habitatge era de 2,51 i el nombre mitjà de persones que vivien en cada família era de 3,11.
Per edats la població es repartia de la següent manera: un 25,7% tenia menys de 18 anys, un 7,7% entre 18 i 24, un 33,5% entre 25 i 44, un 20,4% de 45 a 60 i un 12,8% 65 anys o més.
L'edat mediana era de 36 anys. Per cada 100 dones de 18 o més anys hi havia 85,7 homes.
La renda mediana per habitatge era de 49.833 $ i la renda mediana per família de 59.772$. Els homes tenien una renda mediana de 41.197 $ mentre que les dones 31.779$. La renda per capita de la població era de 23.280$. Entorn del 7% de les famílies i el 9,1% de la població estaven per davall del llindar de pobresa.

## Poblacions més properes
El següent diagrama mostra les poblacions més properes.